# Walter Balmer
Walter Balmer (Thun, 28 marzo 1948 – Interlaken, 27 dicembre 2010) è stato un calciatore svizzero, di ruolo attaccante.

## Carriera

### Nazionale
Ha collezionato venti presenze con la propria Nazionale.